# Papás por conveniencia
Papás por Conveniencia é uma telenovela mexicana produzida por Rosy Ocampo para a TelevisaUnivision e exibida pelo Las Estrellas de 21 de outubro de 2024 a 7 de fevereiro de 2025, substituindo Fugitivas, en Busca de la Libertad e sendo substituída por  A•Mar, Donde el Amor Teje sus Redes.
É uma história original de Pedro Armando Rodríguez e Gerardo Pérez Zermeño que aborda questões sociais como gravidez na adolescência, violência de gênero e prevenção de infecções sexualmente transmissíveis.
É protagonizada por Ariadne Díaz, José Ron, Daniela Luján, Martín Ricca, Maria Chacón e Miguel Martínez e antagonizada por Ferdinando Valencia, África Zavala, Horacio Pancheri, Lambda García, Jonathan Becerra e Adriana Fonseca. Acompanhados por Sherlyn González, Leticia Perdigón, Cecilia Gabriela, Ernesto Laguardia, Sandra Sánchez-Cantú, Eduardo Zayas, José Remis e Imanol Landeta.

## Sinopse
Tino Guevara atravessa momentos difíceis, lutando contra o desemprego, dívidas crescentes e a responsaba idade a tempo inteiro de cuidar da mãe e dos dois filhos. Ele conhece Guzmán Muriel, o agora bem-sucedido executivo de Aidé Mosqueda, dono de uma importante empresa de vendas online, ambos ex-colegas de ensino médio de Tino. Tino é convidado para uma reunião escolar e, para não se sentir ofuscado pelas conquistas de seus ex-colegas, convence-os de que atende a todos os critérios para um adulto de sucesso.
Porém, a maior surpresa surge quando Aidé, o ex-nerd tímido que sofreu bullying, revela que Tino é pai de seus gêmeos adolescentes rebeldes, fruto da noite que passaram juntos após a festa de formatura. Apesar da sua descrença, Tino vê isto como uma oportunidade para resolver os seus problemas financeiros em casa e assume a nova responsabilidade parental trabalhando na empresa de Aidé. Quando Tino e a sua família vão viver com Aidé numa tentativa de se integrarem na sua nova vida, a casa torna-se um campo de batalha, pois os seus filhos têm dificuldade em adaptar-se e, para piorar a situação, um romance tórrido começa a desenvolver-se entre Tino e Aidé, que pelo menos primeiro apenas concordaram em atuar como co-pais.
Graças à mesma reunião escolar, amigos que compartilham um passado com Tino e Aidé também acabam trabalhando na empresa dela. São eles: Clara Luz, uma talentosa musicista que trabalha como segurança em shows, Rudolf: um ex-astro mirim que agora canta seu único hit em um bar; e Chano e Lichita, ex-namorados que engravidaram no ensino médio e hoje têm três filhos; apesar das discussões diárias, eles querem alcançar os objetivos que ficaram em segundo plano quando tiveram o primeiro filho.

## Elenco
- Ariadne Díaz - Haydeé "Aidé" Mosqueda Guerrero
- José Ron - Constantino "Tino" Guevara Barajas
- Ferdinando Valencia - Guzmán Muriel Royero
- África Zavala - Federica Rangel
- Daniela Luján - Clara Luz Monroy Navarro
- Martín Ricca - Rudolf Torre Lombardo
- María Chacón - Alicia "Lichita" Chagoyan de Chamorro
- Miguel Martínez - Luciano "Chano" Chamorro
- Horacio Pancheri - Dámaso Rivera Namasté
- Lambda García - Facundo Topete
- Sherlyn - Silvana Cruz Muriel
- Leticia Perdigón - Bertha Barajas de Guevara
- Cecilia Gabriela - Purificación "Pura" Muriel Bárcenas
- María Perroni - Sofía "Chofis" Chamorro Chagoyan
- Joaquín Bondoni - Sergio "Checo" Chamorro Chagoyan
- Jonathan Becerra - Teodoro Rosales "El Calacas"
- Victoria Viera - Circe Mosqueda Guerrero / Circe Guevara Mosqueda / Circe Rivera Mosqueda
- Emilio Beltrán - Ulises Mosqueda Guerrero / Ulises Guevara Mosqueda / Ulises Rivera Mosqueda
- Camila Núñez - Scarlet Topete Mosqueda
- Tania Nicole - Liliana "Lila" Guevara Dorado
- Juan Pablo Velasco - Emiliano Guevara Dorado / Emiliano Angarita Dorado
- Constantino Alonso - Felipe "Pipe" Cruz Muriel / Felipe ''Pipe'' Torre Monroy
- Mateo Saavedra - Jesús "Chuchito" Chamorro Chagoyan
- Ernesto Laguardia - Jason Angarita
- Adriana Fonseca - Paulina Dorado Garzón de Angarita[3]
- Sandra Sánchez-Cantú - Rina
- Eduardo Zayas - Augusto
- José Remis - Igor
- Imanol Landeta - Felipe Belmonte
- Diego Enríquez - Chintolo
- Zury Shasho - Mateo Ocaranza
- Fabián Chávez
- Naidelyn Navarrete
- Simone Mateos - Lorena
- Ximena Tello - Gina
- Roxana Puente - Ana
- Iván Caraza
- Natalia Álvarez - Yanira "Yani"
- Lukas Urkijo - Oliver Figueroa
- Daniela Aedo - Ela mesma
- Haydeé Navarra - Ela mesma
- Ricardo Barona
- Andrés Giardello
- Odemaris Ruiz - Novia
- Yurem Rojas - Novio
- Lizy Martínez - Ela mesma
- Rous Esparza - Esposa de Logroño
- Diego Enríquez - Chintolo
- Pía Sanz - Damaris
- Paulina Treviño - Rosalinda
- Natasha Cubriria - Haydeé "Aidé" Mosqueda Guerrero (jovem)
- César Acosta - Constantino "Tino" Guevara Barajas (jovem)
- Ángel Noé - Guzmán Muriel Royero (jovem)
- Alexa Archundia - Clara Luz Monroy Navarro (jovem)
- Franco Meneses - Rudolf Torre Lombardo (jovem)
- Kari Romu - Alicia "Lichita" Chagoyan (jovem)
- Diego Muñoz  - Luciano "Chano" Chamorro (jovem)
- Alain Said - Dámaso Rivera Namasté (jovem)
- Regina Tiscareño - Silvana Cruz Muriel (jovem)
- Aminta Ireta - Paulina Dorado Garzón (jovem)
- Manuel Gorka - Plutarco Logroño
- Charlie Anderle - Iker De la Vega
- Diana Mercado Armenta - Jessica

## Produção

### Desenvolvimento
Em dezembro de 2023, foi noticiado que Rosy Ocampo havia iniciado a pré-produção de sua próxima novela e que esta não teria relação com a franquia Vencer, que Ocampo produziu de 2020 a 2023. No dia 26 de fevereiro de 2024, Ocampo anunciou que o título da novela Papás por conveniencia. As filmagens começaram em 24 de abril de 2024 e foram concluídas em 11 de setembro de 2024.

### Fundição
Em 28 de fevereiro de 2024, Ariadne Díaz e José Ron foram anunciados nos papéis principais. Em 8 de março de 2024, Ernesto Laguardia, Daniela Luján, Martín Ricca, María Chacón, Miguel Martínez e Jonathan Becerra juntaram-se ao elenco. No dia 18 de março de 2024, África Zavala e Ferdinando Valencia foram anunciados como antagonistas da trama.
Segunda temporada
Durante uma coletiva de imprensa, a produtora Rosy Ocampo anunciou que a novela terá uma continuação, novamente protagonizada por Ariadne Díaz e José Ron, e que estreará no último trimestre do ano com um título diferente.
No mês de maio do 2025, começaram as gravações da continuação chamada Papás por siempre (Pais por sempre ), com novo elenco e uma história muito diferente com várias mudanças como um passar do tempo (cinco anos), um dos personagens miúdos vai ter uma condição especial (TDAH), assim como uma trama de maltrato e violência de gênero.

## Audiência
| Horário               | # Eps. | Estreia               | Estreia           | Final                  | Final           | Posição | Temporada | Classificação geral |
| Horário               | # Eps. | Data                  | Primeiro capítulo | Data                   | Último capítulo | Posição | Temporada | Classificação geral |
| --------------------- | ------ | --------------------- | ----------------- | ---------------------- | --------------- | ------- | --------- | ------------------- |
| Segunda – Sexta 20h30 | 82     | 21 de outubro de 2024 | 2.74              | 9 de fevereiro de 2025 | 5.61            | #1      | 2024-2025 | 2.48                |